# Halbmühle
Halbmühle ist eine in der Oberpfalz gelegene Einöde, die ein Gemeindeteil von Kastl ist.

## Lage
Der Ort befindet sich in der Region Oberpfälzer Jura und liegt in der nach Utzenhofen benannten Gemarkung. Halbmühle selbst ist einer von 39 Ortsteilen des Marktes Kastl. Die Einöde liegt dreieinhalb Kilometer südöstlich von Kastl und Ursensollen ist siebeneinhalb Kilometer entfernt.

## Verkehr
Die Staatsstraße 2240 führt durch den Ort hindurch. Vom ÖPNV wird der Ort nicht bedient, die nächstgelegene Haltestelle ist 300 Meter entfernt. Sie befindet sich im östlichen Nachbarort Mühlhausen und wird von einer Rufbuslinie des VGN angefahren.